# Дубровин, Марк Исаакович
Ма́рк Исаа́кович Дубро́вин (29 сентября 1927, Борисоглебск, Воронежская область — 17 марта 2019, Москва) — советский и российский лингвист, кинорежиссёр (учебных фильмов). Кандидат педагогических наук, профессор.

## Биография
Закончил Московский педагогический институт и ГИТИС. Дипломной работой в ГИТИСе был спектакль Репортаж с петлёй на шее по Юлиусу Фучику. Музыку написал Николай Каретников, а дирижировал спектаклем Геннадий Рождественский. Преподавал в московской школе № 725 (сейчас № 1212). С 1962 по 2012 гг. преподавал английский язык в ГМПИ — РАМ имени Гнесиных. С 1995 по 2011 гг. возглавлял кафедру языковой коммуникации РАМ имени Гнесиных. Составитель словарей. Автор переведенного на многие языки иллюстрированного учебного пособия — сборника русских фразеологизмов.
Участник Великой Отечественной войны.
Был знаком с Владимиром Высоцким; бард давал сольники на квартире Марка Исааковича, они записывались на плёнку.
Скончался на 92 году жизни 17 марта 2019 года. Похоронен на Востряковском кладбище.

## Основные работы
- Дубровин М. И. Русские фразеологизмы в картинках : [Для говорящих на англ. яз.]. — М.: Русский язык, 1987. — 327 с. РГБ.
- Дубровин М. И. Русско-английский словарь : Пособие для учащихся. — М.: Просвещение, 1990. — 350 с. — ISBN 5-09-000664-4. РГБ.
- Дубровин М. И. Иллюстрированная грамматика английского языка [Текст] = Situational grammar. — М.: Просвещение, 1999. — 411 с. — ISBN 5-09-007247-7. РГБ.
- Дубровин М. И. Большой русско-английский словарь : около 200 000 слов и выражений. — М.: АСТ-Пресс, 2008. — 750 с. — ISBN 978-5-462-00864-1. РГБ.